# Mailáth György (politikus)
Székhelyi Mailáth György (Pécs, 1854. december 23. – Zavar, 1924. december 17.) magyar arisztokrata, kamarás, a főrendiház tagja, valóságos belső titkos tanácsos, Esztergom vármegye főispánja. Életében több egyéb tisztséget töltött be, többek között a Szent István Társulat elnökségét is.

## Élete
A később rablógyilkosság áldozatául esett Mailáth György fiaként született. Fivére volt Mailáth József szociológus és Majláth Gusztáv Károly erdélyi püspök. 
Középiskolát végzett, majd jogot tanult. Egyetemi tanulmányai végzése után a közigazgatás szolgálatába lépett; 1881-től 1892-ig Esztergom vármegye alispánja volt. 1885-ben testvéreivel együtt a király grófi rangra emelte, édesapjának érdemei következtében. A főrendiházban kifejtett és egyéb közélet működéséért pedig 1907-ben megkapta a valóságos belső titkos tanácsosi rangot. Már kora ifjúságától kezdve tevékeny részt vett a katolikus közéleti működésben és férfi korában egyik legkiválóbb munkatársa lett apósának, Zichy Nándor grófnak, aki halálos ágyán egyenes kívánságát fejezte ki, hogy a Szent István Társulat elnöki székébe utódául, Mailáth György grófot ültessék. 1912-től működése szorosan összeforrott a társulat életével és harmonikus működésben a társulat és a Stephaneum részvénytársaság vezetőségével nagyban hozzájárult ezeknek az intézményeknek a fellendítéséhez.
Mihályfi Ákos, a Szent István Társulat alelnöke szerint „mindig végtelenül szerény ember volt, irtózott mindenféle társadalmi kitüntetéstől és nyilvános szerepléstől.”
Rövid szenvedés után hunyt el 69 éves korában, néhány napos szenvedést követően, a trianoni békediktátum után már Csehszlovákia területére került birtokán. Halála nem sokkal azelőtt következett be, hogy a Társulat ünnepelni akarta nyilvános ülésen a 70. születésnapját.
Felesége Zichy Sarolta volt. 
Halálakor a következő írta róla Az Ujság című napilap:
„A pozsonymegyei Zavaron dec. 17-én, Mailáth György gróf valóságos belső titkos tanácsos, a Szent István Társulat elnökének lelki üdvéért szombaton délelőtt 11 órakor mutatták be az engesztelő szentmiseáldozatot a ferencrendiek belvárosi templomában. Az elhunyt hozzátartozóin és rokonságán kívül a magyar arisztokrácia számos tagja vett részt a rekviemen, amelyen a Szent István-Társulatot Erdősi Károly prelátus, vezérigazgató, Simonyi-Semadam Sándor v. miniszterelnök, Siegescu József egyetemi tanár, prelátus, Bonitz Ferenc ny. min. tanácsos képviselték. A templom hajóját az elhunyt tisztelői töltötték be, akik igen szép számmal jelentek meg a végtisztességen. Az énekes rekviemet és az utána szokásos Liberát P. Buttykay Antal, a rend római definitora celebrálta rendtársainak segédletével. A templom énekkara rekviemet adott elő.”